# Bitwa koło Sybotów
Bitwa koło Sybotów (sierpień lub wrzesień 433 p.n.e.) miała miejsce w trakcie wojny Koryntu z Korkyrą, która toczyła się w latach 435–433 p.n.e.

## Geneza konfliktu
Po porażce w bitwie koło przylądka Aktion Korynt rozpoczął intensywną rozbudowę floty i pozyskiwanie sprzymierzeńców, co zaniepokoiło Korkyrejczyków, którzy nie mieli aliantów – na pomoc Sparty lub Sykionu nie mogli liczyć, bowiem miasta te wolały pozostać neutralne, a ponadto Korynt był członkiem Związku Peloponeskiego. W czerwcu 435 r.p.n.e. wysłali więc posłów do Aten, z propozycją sojuszu. Mimo zabiegów posłów korynckich, Ateńczycy zgodzili się zawrzeć z Korkyrą przymierze, ale wyłącznie obronne – w ten sposób nie naruszali rozejmu między Związkiem Ateńskim a Peloponeskim. Nie prowadząc interesów na Morzu Jońskim i brak wcześniejszych związków z Korkyrą  powodował, że Ateny mogły z łatwością odmówić, ale Perykles przekonał zgromadzenie, że sojusz jest dla miasta korzystny.
Prowadząc politykę budowania przewagi Aten bez narażania ich bezpieczeństwa, Perykles wysłał z pomocą symboliczną eskadrę 10 trier, z zakazem podejmowania działań, jeśli nie nastąpi lądowanie bezpośrednio na ziemiach należących do Korkyry. Tak minimalna pomoc nie powinna zaniepokoić Sparty i nie narażała Ateńczyków na straty, a pośrednio mogło umocnić ich względną przewagę, jeśli silne floty koryncka i korkyrejska zadadzą sobie znaczne straty.

## Przygotowania do bitwy i jej przebieg
Korynt, który po klęsce w 435 r. miał 15 okrętów, w 433 wystawił ich 90; do tego doszło 60 dostarczonych przez Megarę, Elidę, Leukas, Ambrakię oraz Anaktorion. Flota ta wyruszyła na północ, gdzie założyła bazę i umocniony obóz na wybrzeżu Cieśniny Korfu, naprzeciw Korkyry. Flota korkyrejska licząca 100 okrętów (lub 110), i eskadra ateńska (10), zajęły pozycję nieopodal, koło niewielkiego archipelagu koło Sybotów. Korkyrejscy hoplici wraz z tysiącem sprzymierzeńców z Zakintos rozbili obóz na południowym krańcu wyspy.
Obie strony uporządkowały siły i przygotowały się do bitwy, która rozpoczęła się wczesnym rankiem. Korkyrejczycy ustawili szyk trzech eskadr, z posiłkami ateńskimi na końcu prawego skrzydła. Naprzeciw, na lewym skrzydle korynckim stały najlepsze okręty tego miasta, podczas gdy sprzymierzeńcy zajęli pozycję w centrum i na prawym skrzydle, składającym się z okrętów megarejskich i ambrakijskich. Ustawienie okrętów korynckich na lewym, a nie prawym (honorowym) skrzydle, wiązało się prawdopodobnie z planowanym desantem na Korkyrę. Eskadra ateńska także zajęła pozycję jak najbliżej wyspy, której miała bronić.
Triery pełne były łuczników i hoplitów, dlatego bitwa, która się wywiązała, nie charakteryzowała się taktyczną finezją: obie floty ruszyły wprost na siebie, zwarły się i doszło do zażartej walki wręcz na pokładach. Ambrakijczycy na prawym skrzydle korynckim nie wytrzymali natarcia i cofnęli się, ścigani przez Korkyrejczyków aż na brzeg. Brak dyscypliny drogo kosztował chwilowych zwycięzców, bo gdy zajęli się rabowaniem obozu, ich prawe skrzydło przegrało swoją bitwę i cofało się, pozbawione wsparcia.
Do tego momentu ateńska eskadra nie angażowała się w walkę, lecz gdy prawe skrzydło korynckie, rozbiwszy przeciwnika, zaczęło się zbliżać do wyspy z zamiarem wysadzenia desantu, ateńskie triery uderzyły, osłaniając odwrót floty korkyrejskiej. Koryncka flota, spędziwszy wroga z pola bitwy, powróciła na nie, dobijając uszkodzone jednostki wroga, ratując załogi z własnych okrętów i dobijając lub biorąc w niewolę nieprzyjaciół. Straty były poważne: Korkyrejczycy stracili 70 okrętów, Korynt – 30; była to największa do tego czasu bitwa morska stoczona między dwoma greckimi państwami, w szczególności – między państwem-założycielem (jakim był Korynt), a jego kolonią (Korkyrą). Po południu flota koryncka powróciła by rozstrzygnąć starcie ostatecznie: przeciw sobie miała niedobitki floty korkyrejskiej i nieliczną eskadrę ateńską. Tuż jednak przed starciem, Koryntejczycy zmienili kurs i wycofali się – zauważyli bowiem nadpływające 20 trier ateńskich, które uznali za awangardę większej floty. 
Następnego dnia, strona korkyrejsko-ateńska zaproponowała kontynuację walki. Mimo przybycia posiłków przewagę liczebną miał wciąż Korynt (20 dodatkowych trier stanowiło całość pomocy ateńskiej). Niemniej mieli też ponad 1000 jeńców z poprzedniego dnia, wiele uszkodzonych okrętów i nie chcieli narażać się na wojnę z najpotężniejszą flotą Grecji. Oskarżyli jedynie Ateńczyków o agresję, na co ci odparli, że działali wyłącznie w obronie Korkyry – i że nie będą w żaden sposób przeszkadzać w działaniach korynckich, jak długo nie będą narażeni ich sprzymierzeńcy. Flota koryncka odpłynęła na południe, czemu nie przeciwdziałała eskadra ateńska, zgodnie z defensywnym charakterem układu z Korkyrą. Obie strony ogłosiły zwycięstwo, i wzniosły stosowne pomniki, by je upamiętnić. Flota koryncka w drodze do domu zajęła jeszcze dla Koryntu położone koło Zatoki Ambrakijskiej miasto Anaktorion, dotąd wspólną z Korkyrą kolonię, co pogłębiło napięcie między stronami. 

## Skutki bitwy
Ateńczycy, bez strat własnych, osiągnęli znaczny sukces, zdobywając solidną bazę na wybrzeżu jońskim, w drodze do Italii i Sycylii. Mimo zagrożenia, jakie stanowiła ta baza dla Peloponezu, Sparta wpłynęła na Korynt, by nie kontynuował wojny i oddaliła w ten sposób, aczkolwiek na bardzo krótki już czas, groźbę ogólnogreckiej wojny. Korynt uważał jednak pokój trzydziestoletni za złamany przez Ateny i planował odwet – m.in. z jeńców pojmanych koło Sybotów wybrano grupę, która miała stać się podstawą przychylnego dla Koryntu rządu na Korkyrze, po ewentualnym przewrocie (pozostałych 800 sprzedano w niewolę); wsparto też rewoltę w dawnej kolonii korynckiej, a obecnie sojuszniku Aten – Potidaji. Sukces ateński przyczynił się więc do zwiększenia napięcia, co ostatecznie doprowadziło do wybuchu II wojny peloponeskiej w 431 r. p.n.e. 